# Tangaror
Tangaror (Thraupidae) är mycket stor familj med tättingar som endast återfinns i Nya världen. Precis som med många andra familjer av tättingar är taxonomin kring familjen tangaror i förändring. Flera DNA-studier har visat på tidigare okända släktförhållanden mellan släkten och familjer inom gruppen tättingar. På så sätt har ett antal arter flyttats från tangarorna till finkarna, kardinalerna och flera andra traditionella och nyskapade familjer. Å andra sidan har ett stort antal sparvliknande arter tidigare i Emberizidae istället visat sig vara tangaror.

## Utseende
Tangaror är små till mellanstora fåglar. Den minsta arten är vitörad kägelnäbb med en längd på 9 centimeter och en vikt på 7 gram. Den största arten, vad gäller längd, är skattangara som mäter 28 centimeter och har en vikt på 76 gram, men den tyngsta är vitkronad tangara med en normalvikt på 114 gram, men som bara mäter 23 centimeter. Könen har vanligtvis samma vikt och storlek. Tangarorna har ofta kraftfullt färgade fjäderdräkter men vissa arter är bara svartvita. Under sitt första år har de oftast en mindre färgstark variant av den adulta fjäderdräkten eller en annorlunda teckning. Hanarna är ofta mer kraftfullt tecknade än honorna. Merparten av tangarorna har korta, rundade vingar. Formen på näbben verkar vara sammankopplad med artens specifika matvanor.

## Utbredning
Tangaror återfinns bara i Nya världen och då mestadels i tropikerna. Ungefär 60% av arterna lever i Sydamerika, och 30% av dessa i Anderna.[källa behövs] Merparten av arterna är även endemiska för ett relativt litet område. Efter att familjens omfattning förändrats är den enda i Nordamerika förekommande tangaran vithalsad frötangara.

## Ekologi
De flesta arterna inom familjen lever parvis eller i mindre släktgrupper på tre till fem individer, som då består av föräldrar och deras avkomma. De observeras även enskilt eller i större flockar. De är inte kända för att ha vacker sång men en del arter har mycket komplicerade läten.

### Föda
Tangaror är allätare, och deras diet varierar från släkte till släkte. Deras föda består av frukt, frön, nektar, delar av blomställningar och insekter. Arterna kan vara mycket specialiserade på att födosöka på ett specifikt vis. Vissa plockar insekter från grenar, andra från undersidan av blad medan andra fångar insekter i flykten. Ofta lever dessa specialiserade arter i samma områden, men deras specialiseringar minimerar konkurrens om föda.

### Häckning
Häckningssäsongen börjar i mars och pågår till juni i de tempererade områdena och i september till oktober i Sydamerika. Viss arter hävdar revir medan andra bygger sina bon i närheten av varandra. Studier av tangarornas häckningsbeteende är få och det finns lite information huruvida de lever monogamt eller polygamt. Hanarna visar upp sina färgrikaste fjädrar både för honor och för rivaliserande hanar och vissa arters uppvaktning omfattar bugningar och uppvisning av den utbredda stjärten.
Merparten av arterna är trädhäckare som bygger cylindriska bon men vissa bon är i det närmaste sfäriska och öppningen är nästan alltid på sidan av boet. Beroende på släkte varierar vilka arter av träd som de bygger sina bon i, och var i träden de placerar sitt bo. De flesta arterna häckar i områden med mycket tät vegetation och vissa arters häckningsförhållanden är fortfarande okända.
Bland de kända arterna varierar kullen med 3–5 ägg. Honan ruvar och bygger boet men hanen kan mata honan under tiden hon ruvar. Båda föräldrar tar han om ungarna men man känner även till fem arter som också får hjälp av andra individer med att ge ungarna föda. Dessa medhjälpare tror man är årsungar.

## Systematik

### Yttre systematik
Precis som med många andra familjer av tättingar är taxonomin kring familjen tangaror just nu i förändring. Omfattande DNA-studier har förfinat och till viss del kullkastat den tidigare kunskapen om familjens systematik. Förut ansågs en familjeskiljande karaktär vara näbbformen, där arter med kraftig tjock näbb ansågs vara kardinaler, de med mer kort och knubbigt sparvliknande näbb fältsparvar och de med tunnare näbbar tangaror. Denna karaktär har visat sig vara mycket plastisk, en anpassning efter fågelns föda, och säger därför lite om arternas inbördes släktskap.
Detta har resulterat i stora omflyttningar. Ett stort antal arter har därför flyttats ur familjen, bland annat flera av de arter som har utgjort något av sinnebilden för tangaror. Det handlar dels om släkten som visat sig ha sin tillhörighet i andra familjer, dels utvecklingslinjer som bedömts utgöra helt egna familjer. Konsekvensen har blivit att alla de tidigare tangarorna i Nordamerika och Västindien istället har sin hemvist annorstädes. Följande släkten har flyttats ut ur familjen:
- Piranga, Habia och Chlorothraupis till familjen kardinaler, Cardinalidae
- Chlorospingus och Oreothraupis till amerikanska sparvar, Passerellidae (egentligen först till Emberizidae, men denna familj har delats upp i två)
- Mitrospingus, Lamprospiza och Orthogonys till den nyskapade familjen falsktangaror, Mitrospingidae (denna familj utgör tillsammans med kardinalerna tangarornas närmaste släktingar)
- De västindiska släktena Spindalis, Nesospingus och Calyptophilus till de egna familjerna spindalior (Spindalidae), puertoricotangaror (Nesospingidae) respektive snårtangaror (Calyptophilidae)
- Phaenicophilus, även det i Västindien, tillsammans med två arter skogssångare till den egna familjen sångtangaror (Phaenicophilidae)
- Rhodinocichla till den egna familjen keor, Rhodinocichlidae
- Euphonia och Chlorophonia till familjen finkar, Fringillidae

Å andra sidan har många syd- och centralamerikanska släkten som tidigare kategoriserats som fältsparvar visat sig tillhöra olika klader inom familjen tangaror. Även flera tidigare kardinaler (släktena Parkerthraustes, Porphyrospiza, Paroaria, Gubernatrix, Saltatricula och Saltator) bedöms numera vara en del av familjen. Avslutningsvis är banansmygen som tidigare ansågs utgöra en egen familj egentligen en tangara.

### Inre systematik
Inte bara har näbbformen visat sig vara en dålig karaktär för att bedöma släktskap mellan familjer, utan också inom familjen tangaror. De nya DNA-studierna avslöjar att arter med helt olika näbbar återfinns i olika delar av familjens släktträd. Flera släkten har också visats sig vara gravt parafyletiska, framför allt Phrygilus, men även Poospiza, Hemispingus, Tiaris och Tachyphonus. Listan nedan följer Burns et al 2014 som urskiljer 15 klader som alla kategoriseras som underfamiljer. Deras inbördes släktskap är oklar, men det verkar som att familjen kan delas in i två delar, vilket redovisas nedan. Indelningen i släkten och artantal följer IOC, med kommentarer om avvikelser.

#### Grupp 1
- Underfamilj Catamblyrhynchinae
  - Catamblyrhynchus – plyschpanna
- Underfamilj Porphyrospizinae
  - Rhopospina – fyra arter, inklusive tre tidigare Phrygilus-arter och Porphyrospiza
- Underfamilj Orchesticinae
  - Parkerthraustes – gulskuldrad tangara
  - Orchesticus – bruntangara
- Underfamilj Thraupinae
  - Calochaetes – cinnobertangara
  - Iridosornis – fem arter
  - Pipraeidea – ockrabukig tangara
  - Rauenia – blågul tangara
  - Pseudosaltator – rostbukig bergtangara, tidigare i Saltator
  - Dubusia – fyra arter, inklusive Delothraupis
  - Buthraupis – svarthuvad bergtangara
  - Sporathraupis – blåhuvad bergtangara, tidigare i Thraupis
  - Tephrophilus – svartmaskad bergtangara, tidigare i Buthraupis
  - Chlorornis – grön bergtangara
  - Cnemathraupis – två arter, tidigare i Buthraupis
  - Anisognathus – fem arter
  - Wetmorethraupis – orangestrupig tangara
  - Bangsia – sex arter, inklusive gulgrön tangara som tidigare ansågs vara en Chlorospingus
  - Chlorochrysa – tre arter
  - Lophospingus – två arter
  - Neothraupis – varfågeltangara
  - Gubernatrix – guvernanttangara
  - Diuca – diucatangara
  - Stephanophorus – diademtangara
  - Cissopis – skattangara
  - Schistochlamys – två arter
  - Paroaria – sex arter kardinaltangaror
  - Tangara – 28 arter
  - Ixothraupis – fem arter tidigare i Tangara
  - Chalcothraupis – gyllennackad tangara
  - Thraupis – sju arter
  - Poecilostreptus – två arter tidigare i Tangara
  - Stilpnia – 15 arter tidigare i Tangara

#### Grupp 2
- Underfamilj Nemosiinae, "flocktangaror"
  - Nemosia – två arter
  - Cyanicterus – blåryggig tangara
  - Compsothraupis – rödstrupig tangara
  - Sericossypha – vitkronad tangara
- Underfamilj Diglossinae
  - Conirostrum – elva arter kägelnäbbar, inklusive Oreomanus
  - Phrygilus – fyra arter sierratangaror
  - Rowettia – goughtangara
  - Melanodera – två arter
  - Nesospiza – tre arter
  - Sicalis – 13 arter
  - Xenodacnis – två arter mestangaror
  - Idiopsar – fyra arter, inklusive två f.d. Phrygilus-arter och glaciärtangara, f.d. Diuca
  - Geospizopsis – två arter tidigare i Phrygilus
  - Haplospiza – enfärgad tangara
  - Acanthidops – spetsnäbbad tangara
  - Spodiornis – skuggtangara, tidigare i Haplospiza
  - Catamenia – tre arter
  - Diglossa – 18 arter blomstickare
- Underfamilj Hemithraupinae
  - Chlorophanes – nektartangara
  - Iridophanes – halsbandstangara
  - Chrysothlypis – två arter
  - Heterospingus – två arter
  - Hemithraupis – tre arter
- Underfamilj Tachyphoninae
  - Creurgops – två arter
  - Volatinia – jakarinitangara
  - Conothraupis – två arter
  - Eucometis – gråhuvad tangara
  - Trichothraupis – borsttangara
  - Heliothraupis – gyllingtangara, nyligen beskriven art
  - Loriotus – tre arter, tidigare i Tachyphonus
  - Coryphospingus – två arter
  - Lanio – fem arter
  - Tachyphonus – fem arter
  - Ramphocelus – nio arter
- Underfamilj Charitospizinae
  - Charitospiza – savanntangara
- Underfamilj Dacninae
  - Tersina – svaltangara
  - Cyanerpes – fyra arter nektarkrypare
  - Dacnis – tio arter daknisar
- Underfamilj Emberizoidinae
  - Coryphaspiza – svartkindad tangara
  - Embernagra – två arter
  - Emberizoides – tre arter
- Underfamilj Saltatorinae
  - Saltatricula – två arter, inklusive svartstrupig saltator, tidigare i Saltator
  - Saltator – 16 arter
- Underfamilj Poospizinae
  - Piezorina – asktangara
  - Xenospingus – slytangara
  - Cnemoscopus – busktangara
  - Pseudospingus – två arter, tidigare i Poospiza
  - Poospiza – tio arter, inklusive Compsospiza samt två ex-Hemispingus
  - Kleinothraupis – fem arter, tidigare i Hemispingus
  - Sphenopsis – fyra arter, tidigare i Hemispingus
  - Thlypopsis – åtta arter, inklusive Pyrrhocoma och en ex-Hemispingus
  - Poospizopsis – två arter, tidigare i Poospiza
  - Cypsnagra – vitryggig tangara
  - Donacospiza – rörtangara
  - Castanozoster – kastanjebröstad tangara, tidigare i Poospiza
  - Urothraupis – sottangara
  - Nephelornis – pardusko
  - Microspingus – åtta till nio arter, varav en ex-Hemispingus, resten ex-Poospiza
- Underfamilj Coerebinae
  - Coereba – banansmyg
  - Tiaris – diademtangara
  - Euneornis – apelsinsmyg
  - Melopyrrha – fyra arter, inklusive två ex-Loxigilla
  - Loxipasser – jamaicatangara
  - Phonipara – talltangara, tidigare i Tiaris
  - Loxigilla – två arter
  - Melanospiza – två arter, inklusive sisitangara, tidigare i Tiaris
  - Asemospiza – två arter, tidigare i Tiaris
  - Certhidea – två arter drilltangaror
  - Platyspiza – bladtangara
  - Pinaroloxias – cocostangara
  - Geospiza – nio arter darwintangaror
  - Camarhynchus – fem arter darwintangaror, inkluderas ofta i Geospiza
- Underfamilj Sporophilinae
  - Sporophila – 41 arter inklusive Oryzoborus och Dolospingus